# Richard Heinrich Stein
Richard Heinrich Stein (Halle, 28 de febrer de 1882 - Santa Brígida, Gran Canària, 11 d'agost de 1942) fou un compositor. Estudià dret a la Universitat de Berlín i música en la Reial Escola Superior, doctorant-se el 1911 a Erlangen amb una Memòria titulada Die Psychologischen Grundlagen der Ethik. Partidari de l'interval de quart de to, va publicar en aquest sentit nombrosos articles i va compondre diverses obres en què utilitza aquesta tonalitat havent construït també un piano disposat per a quarts de to.